# مایروسیناز
مایروسیناز (انگلیسی: Myrosinase) گروهی از آنزیم‌ها هستند که در فرایند «مقابله با گیاه‌خواری» (فرایند بمب روغن خردل) در گیاهان دخالت دارند. ساختار سه‌بعدی این آنزیم، شناسایی شده و در بانک داده پروتئین موجود است.
این آنزیم‌ها عضوی از خانوادهٔ آنزیمی گلیکوزید هیدرولازها بوده و شباهت ساختاری فراوانی با «او-گلیکوزیدها» دارد، اما مایروسیناز تنها آنزیم شناخته‌شده در طبیعت است که قادر به شکستن گلوکز با پیوند سولفوری است. عملکرد زیست‌شناختی مایروسیناز، هیدرولیز گلوکوسینولات‌هاست.

## فعالیت آنزیمی
مایروسیناز یکی از ابزارهای دفاعی گیاهان محسوب می‌شود و قادر است گلوکوسینولات را تجزیه کرده و چند ماده که برخی از آنها سمی هستند، ایجاد نماید.
مایروسیناز واکنش شیمیایی زیر را کاتالیز می‌کند:
یک تیوگلوکوزید + H2O {\displaystyle \rightleftharpoons } یک قند + یک تیول
بنابراین پیش ماده (سوبسترا) این آنزیم، تیوگلوکوزید و آب است و فرآورده نهایی آن، شکر و تیول
در حضور آب، مایروسیناز گلوکز را از گلوکوسینولات جدا می‌کند. آنچه باقی می‌ماند، به سرعت مبدل به یک تیوسیانات، یک ایزوتیوسیانات یا یک نیتریل می‌شود که هر سه در مکانیسم دفاعی گیاهان دخیل هستند. اینکه چه محصولی از تجزیهٔ گلوکوسینولات توسط مایروسیناز به‌دست می‌آید، بستگی به پی‌اچ و حضور کوفاکتورهای مختلف دارد. به‌عنوان مثال اگر پی‌اچ خنثی باشد، محصول نهایی، اغلب ایزوتیوسیانات است. در پی‌اچ اسیدی (pH < 3) و در حضور یون آهن و پروتئین‌های خاص، بیشتر نیتریل است که تشکیل می‌شود.

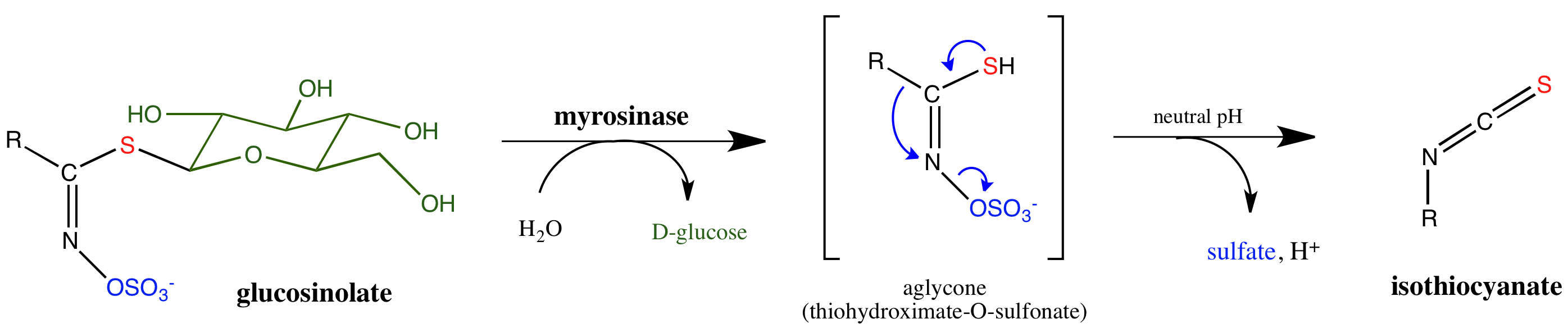
Figure 2: چگونگی هیدرولیز گلوکوسینولات توسط آنزیم مایروسیناز.

## کوفاکتور و مهارکننده
یکی از کوفاکتورهای شناخته‌شدهٔ مایروسیناز، ویتامین ث است که یک کاتالیست قلیاییِ واکنش هیدرولیز گلوکوسینولات محسوب می‌شود. در عوض، سولفات یکی از مهارکننده‌های رقابتی این آنزیم است.

## اهمیت عملکردی

### اهمیت در گیاهان
آنزیم مایروسیناز و سوبسترای طبیعی آن گلوکوسینولات، بخشی از مکانیسم دفاعی گیاهان محسوب می‌شوند. وقتی حشرات آفت‌زا یا حیوانات گیاه‌خوار به گیاهان حمله‌ور می‌شوند، گیاهان مادهٔ بی‌خطرِ گلوکوسینولات را به سه مادهٔ سمیِ تیوسیانات، ایزوتیوسیانات یا نیتریل تبدیل می‌کند. گیاهانی که این سیستم دفاعی را دارند عبارتند از: خردل سفید، شاهی، واسابی، ترب سفید، شب‌بویانی چون خردل زرد، شلغم روغنی بیابانی، کلم بروکلی، گل کلم، کلم، کلم‌برگ چینی (پاک‌چوی) و کلم برگ. جالب آنکه این آنزیم در بدن شته مومی هم یافت شده‌است و این موضوع، نشان‌دهندهٔ هم‌فرگشتی این حشره با غذای اصلی خود است.

### اهمیت برای انسان
در انسان، ایزوتیوسیانات از بازجذب ید در غده تیروئید جلوگیری کرده و موجب گواتر می‌گردد. این ماده همچنین در غلظت‌های زیاد برای سلول‌های کبد سمی است و به آنها آسیب می‌زند. با این حال، پژوهش‌های اخیر نشان داده که مصرف سبزیجاتِ حاوی این ماده، خطر ابتلا به بیماری‌های قلبی، دیابت و سرطان را کاهش می‌دهد. ثابت شده که ایزوتیوسیانات‌ها آنزیم‌های سم‌زدایی فاز ۲ را تحریک می‌کنند که در سوخت‌وساز بیگانه‌زیست مواد سرطان‌زا نقش دارند. شواهد علمی حاکی از آن است که آنزیم‌های شبه مایروسیناز، در جدارهٔ میکروبیوم‌های روده انسان موجود است. با آنکه این آنزیم‌ها در اثر دمای زیاد (پختن غذا) شکسته شده و فعالیت خود را از دست می‌دهند، میکروب‌های روده قادرند این گلوکوسینولات‌هایِ تجزیه‌شده را به انواع قوی‌تری از این ماده مبدل سازند.
در گزارشی که طی مقاله‌ای در ژورنال پزشکی نیوانگلند منتشر شد، یک زن چینی که روزانه ۱–۱٫۵ کیلوگرم (۲٫۲–۳٫۳ پوند) کلم‌برگ چینی (پاک‌چوی) می‌خورد، دچار کم‌کاری تیروئید شدید گردید که علتش مصرف بیش‌ازحدِ آنزیمِ مایروسیناز بود.